# 東涌天主教學校 (中學)
東涌天主教學校（英語：Tung Chung Catholic School，英文簡寫為TCCS）是一組由天主教香港教區開辦的中、小學，於2000年創校，位於東涌逸東邨。此校中、小學部互相結為「一條龍學校」，而兩者校舍相鄰。

## 歷史
為配合東涌新市鎮的發展，加上響應政府推行「一條龍學校」的政策，天主教香港教區於1999年申辦此校，而該申請於同年8月獲得受理。至2000年，此校中、小學部於同區借用尚未開辦的靈糧堂怡文中學空置校舍開課，一年後遷入現址。
而在中學部校舍完工前夕，毗鄰的小學部校舍申請亦獲受理。按照最初的計劃，小學部將於2002年4月完工，但最後工程延誤一年才完成。至此，中、小學部的校舍均已落成。

## 校歌
東涌天主教學校歌曲與詞由陳以誠先生創作。

## 學校設備 / 校內設施
此校中學部為一座早期型千禧校舍，設有30間課室及各種特別室，並與小學部校舍相鄰。該校舍由正宏工程有限公司承建，於2001年完工。
值得一提的，中學部校舍原訂採用特別設計的1998年版本靈活式校舍，並擬於2000年8月落成。然而，由於動工時間不合，最後改用現行設計，並延遲一年落成。

### 校舍圖集

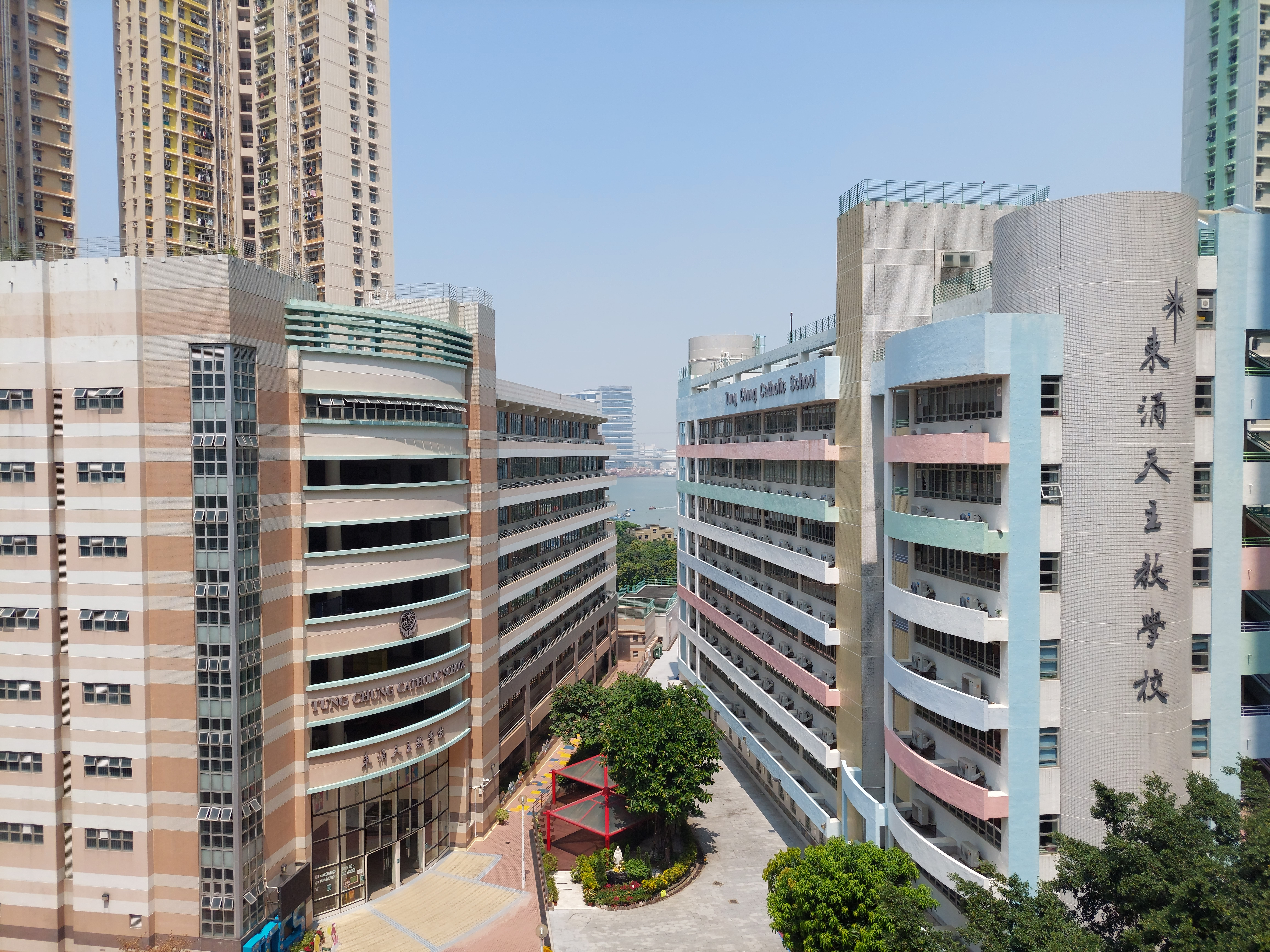
中、小學部校舍南面，可見兩者相鄰
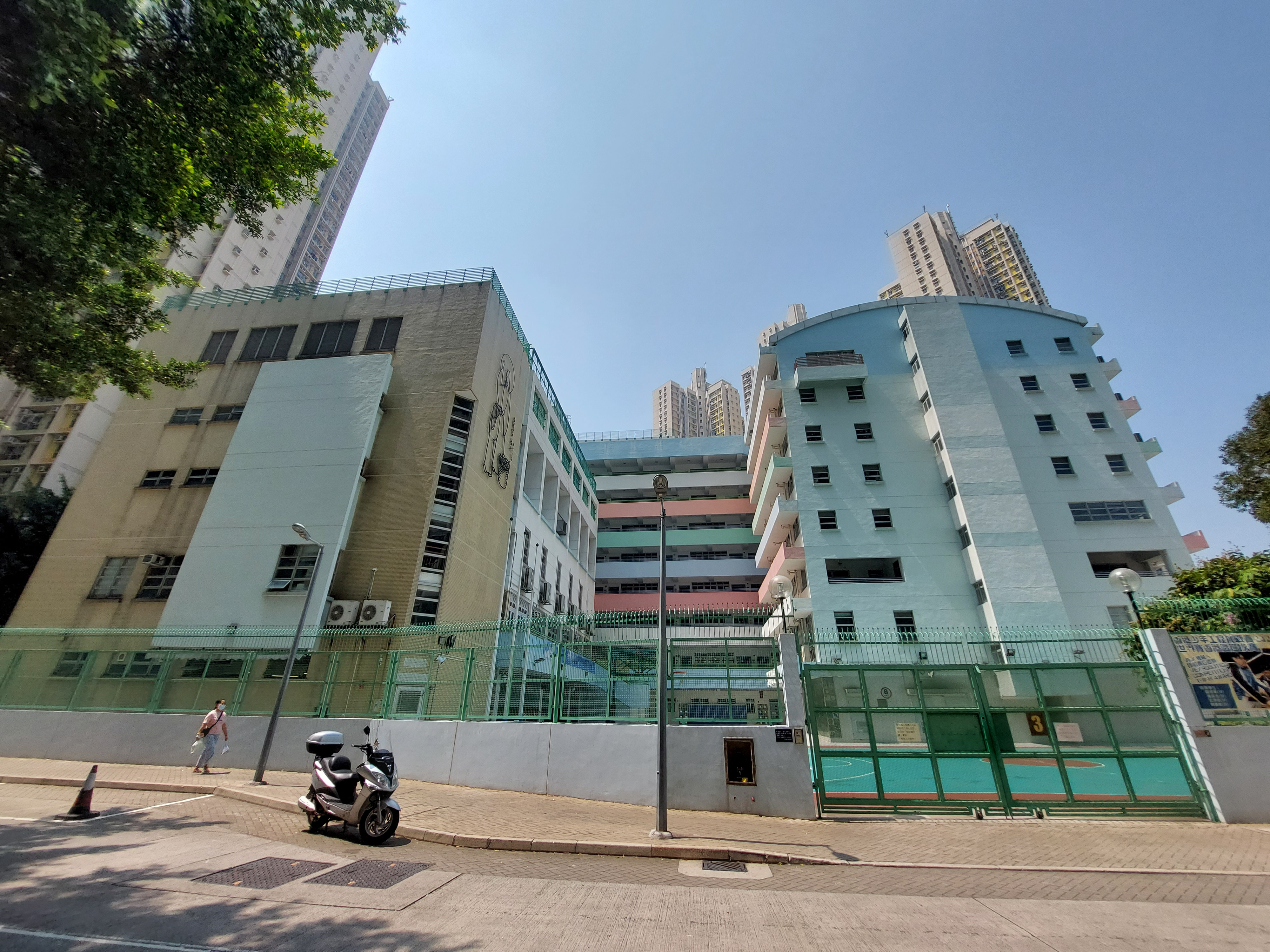
中學部校舍東面
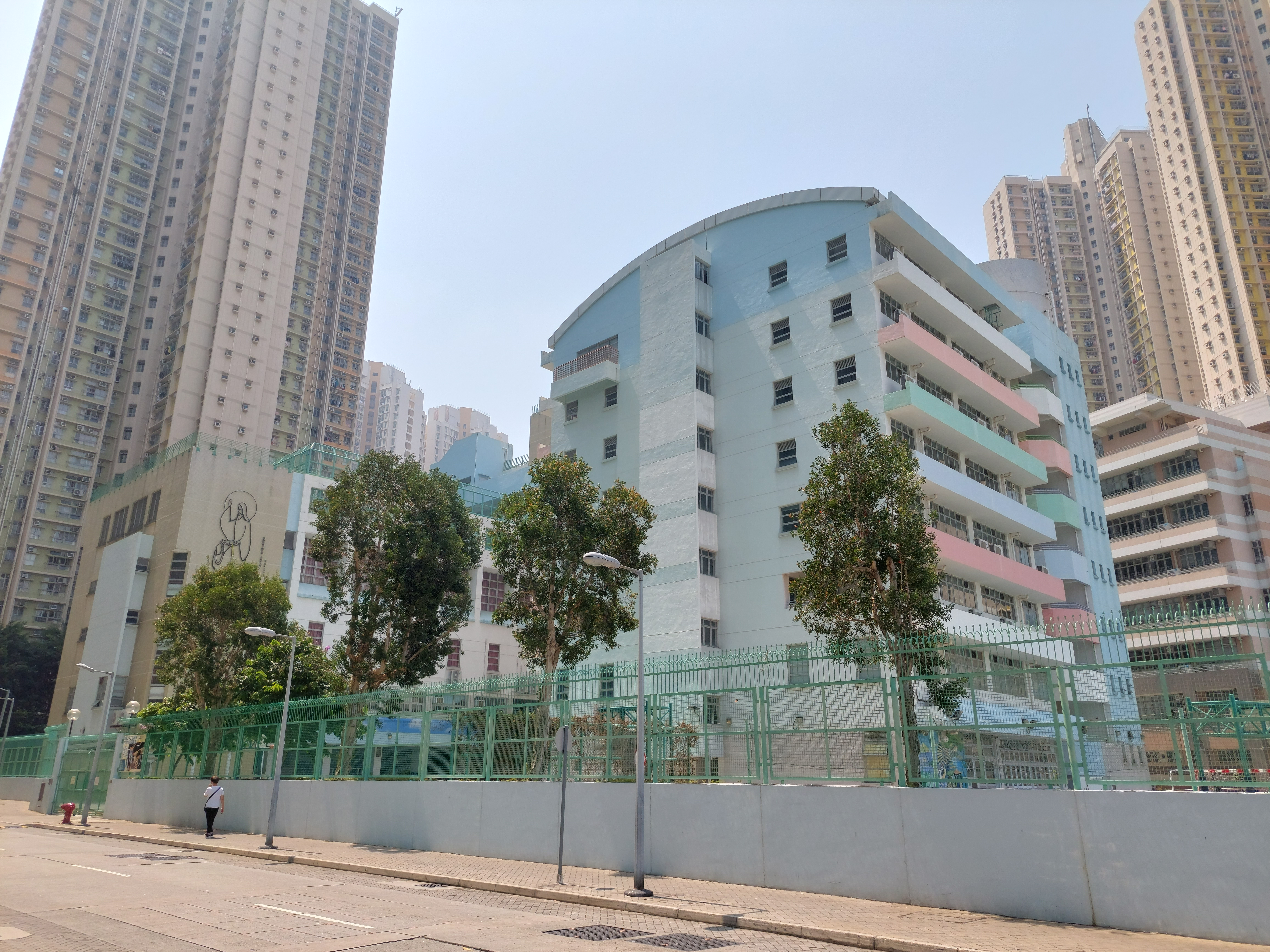
中學部校舍東北面

## 歷屆校長
此校的中、小學部各自設有一名校長，不設總校長一職。以下僅列出歷任中學部校長：
- 顧兆敏先生（2000－2003）
- 劉中元先生（2004－2016）
- 林志江先生（2016－現在）

## 事件
- 2010年5月，一名就讀該校的中四學生黃凌鋒，於近千名師生上早會時在校舍梯間一躍而下，當場血濺操場。事後該校被揭發於事主墮樓前，曾先後要求事主在「敬師日」上台向全校師生道歉、記下大過，又在未諮詢其主診醫生意見下要求事主每日由教師監管下服食精神科藥物，更擅自更調學生之服藥時間。[7]輿論認為校方對待被情緒困擾學生的手法可稱為「精神虐待」[8]，並指出這些遭遇即使是落在一般學生身上亦會難以忍受。[9]
- 2015年7月，一名就讀該校的中六學生被發現浮屍於南丫島海面。警方及後認為事件有可疑，決定循兇殺案程序調查。[10]

## 著名/傑出校友
- 夏鼎泉 (米爺)[11]：香港著名Youtube組合JFFT[12]成員。[13]
- 杜志邦：藝名JB，香港獨立饒舌歌手，香港音樂廠牌Greytone Music創始人之一。

## 資料來源
1. ↑  . 東涌天主教學校. 2021-09  [2022-09-14]. （原始内容存档于2022-09-14）.
2. ↑   (PDF).   [2021-04-11]. （原始内容存档 (PDF)于2019-10-19）.
3. ↑  . 東涌天主教學校. 2010: 6-7.
4. ↑   (PDF).   [2021-04-11]. （原始内容存档 (PDF)于2019-10-19）.
5. ↑  .   [2021-04-11]. （原始内容存档于2021-04-11）.
6. ↑  .   [2021-01-23]. （原始内容存档于2019-11-01）.
7. ↑  .   [2015-07-05]. （原始内容存档于2016-03-05）.
8. ↑  痛惜黃凌鋒失去年青的生命，譴責麻木不仁的東涌 [永久]
9. ↑  .   [2015-07-05]. （原始内容存档于2017-07-30）.
10. ↑  .   [2015-07-05]. （原始内容存档于2017-06-01）.
11. ↑  . www.instagram.com.   [2022-09-07]. （原始内容存档于2022-09-07）.
12. ↑  . www.youtube.com.   [2022-09-07]. （原始内容存档于2022-09-07）.
13. ↑  ,   [2022-09-07], （原始内容存档于2022-09-08） （中文（中国大陆））

## 外部連結
- 東涌天主教學校 （页面存档备份，存于）
- 東涌天主教學校 - 學校資料 2007/2008 （页面存档备份，存于）
- Education Bureau School List by District